# سوق الجنابي (نجران)
سوق الجنابي،  أحد أشهر وأهم الأسواق الشعبية في منطقة نجران، يقع في وسط حي أبا السعود التاريخي بالقرب من مدينة الأخدود في نجران، وهو أكبر سوق في السعودية لبيع وشراء الجنابي وصناعتها وصيانتها.
يلقى السوق إقبالًا كبيرًا  عليه، ويشهد حجم مبيعات ضخم ويشتهر السوق ببيع الجنبية وهو خنجر عربي عليه نقوش للزينة، ويستخدمها أهل المدينة في الأعراس والمناسبات الوطنية، حيث يعتبر جزءًا أساسيًا من تقاليدهم. ويتضمن السوق محالاً لبيع المصنوعات الجلدية، والمشغولات الفضية، والطواحين والمنتجات التراثية.

## تاريخ السوق
يعود تاريخ سوق الجنابي إلى عهد أصحاب الأخدود النجرانية قبل الميلاد.

## سبب التسمية
سمي بسوق الجنابي بسبب الجنابي التي تباع فيه، والجنابي جمع جنبية والمقصود بها الخنجر الذي يتمنطق به الرجال في نجران. تُعد الجنبية جزءًا مهمًا من الزي الشعبي الذي يفتخر به رجال منطقة نجران، ولها مكانة فهي موروث شعبي من الأجداد.

## مكونات السوق
يتكون السوق من سبعين محلًا تباع فيه الخناجر والسيوف، بالإضافة إلى دكاكين متخصصة في الجلود، وأخرى للمواد الغذائية مثل الهيل والقهوة. 

## الأسعار
يتراوح سعر الخنجر ذي النوعية الجيدة ما بين الـ 5000 حتى المائة ألف ريال.